# José de Anchieta
 Ikke at forveksle med José de Anchieta Fontana.
José de Anchieta (født 19. marts 1534 i San Cristóbal de La Laguna, Tenerife, død 9. juni 1597 i Anchieta, Brasilien) var en jesuitpræst og spansk missionær i Brasilien.
Født i byen San Cristóbal de La Laguna på øen Tenerife, var han en slægtning af Ignatius Loyola, grundlæggeren af Jesu Selskab. I sin ungdom flyttede José de Anchieta til Coimbra Universitet i Portugal i 1548. Der blev han til en missionærforening og blev sendt som missionær til Brasilien, hvor han fortsatte med at prædike for indianerne, indtil han døde der i 1597. Han var en af de hovedstiftere af byen Sao Paulo og byen Rio de Janeiro.
Han blev saligkåret af Pave Johannes Paul 2. i 1980. På grund af sin missionærindsats kaldes han "Brasiliens apostel". Han blev kanoniseret den 3. april 2014 af Pave Frans. Han er den anden indfødte helgen på De Kanariske Øer efter Pedro de Betancur, som blev kanoniseret i 2002.
Den katolske kirke fejrer José de Anchietas fest den 9. juni.